# Srpska Crnja
Srpska Crnja (ćir.:  Српска Црња) je naselje u Banatu, u Vojvodini, u sastavu općine Nova Crnja. Poslije Drugog svjetskog rata tri naselja: Srpska Crnja, Njemačka Crnja i Vojvoda Bojović, spojena su u jedno naselje pod nazivom Srpska Crnja, iz Njemačke Crnje protjerani su Nijemci a u njihove kuće doseljeni Srbi iz Bosne.

## Stanovništvo
Prema popisu stanovništva iz 2002. godine u naselju Srpska Crnja živi 4.383 stanovnika, od čega 3.482 punoljetna stanovnika s prosječnom starosti od 40,9 godina (39,0 kod muškaraca i 42,8 kod žena). U naselju ima 1.584 domaćinstava, a prosječan broj članova po domaćinstvu je 2,77.
Prema popisu iz 1991. godine u naselju je živjelo 5.046 stanovnika.
| Etnički sastav 2002. |            |        |
| Narod                | Stanovnika | %      |
| Srbi                 | 3.672      | 83,77% |
| Romi                 | 413        | 9,42%  |
| Mađari               | 163        | 3,71%  |
| Jugoslaveni          | 20         | 0,45%  |
| Crnogorci            | 13         | 0,29%  |
| Nijemci              | 11         | 0,25%  |
| Rumunji              | 9          | 0,20%  |
| Hrvati               | 8          | 0,18%  |
| Makedonci            | 5          | 0,11%  |
| Bugari               | 4          | 0,09%  |
| Slovaci              | 2          | 0,04%  |
| Ukrajinci            | 2          | 0,04%  |
| Muslimani            | 1          | 0,02%  |
| nepoznato            | 3          | 0,06%  |

| broj stanovnika | 8220  | 7977  | 7376  | 6001  | 5467  | 5046  | 4383  |
|                 | 1948. | 1953. | 1961. | 1971. | 1981. | 1991. | 2002. |

## Vanjske poveznice
|  | Zajednički poslužitelj ima još gradiva o temi Srpska Crnja |

- Karte, udaljenosti i vremenska prognoza
- Satelitski snimak naselja